# Kuppel (Münchberg)
Kuppel war ein Gemeindeteil der Stadt Münchberg im Landkreis Hof (Oberfranken, Bayern).

## Geschichte
Kuppel wurde 1853 auf dem Gemeindegebiet von Poppenreuth gegründet. Nach 1867 kam der Ort zur Gemeinde Sauerhof. Im Zuge der Gebietsreform in Bayern wurde Kuppel am 1. Juli 1972 nach Münchberg eingemeindet. Zwischen 1997 und 2013 wurde Kuppel aufgeteilt in die Gemeindeteile Ahornis-Kuppel und Sauerhof-Kuppel.

### Einwohnerentwicklung
| Jahr      | 1853  | 1861  | 1871  | 1885  | 1900   | 1925   | 1950   | 1961   | 1970   | 1987   |
| Einwohner |       | 54    | 80    | 83    | 69     | 52     | 68     | 56     | 71     | *      |
| Häuser    | 9     |       |       | 18    | 12     | 12     | 12     | 14     |        | *      |
| Quelle    | [ 1 ] | [ 7 ] | [ 8 ] | [ 9 ] | [ 10 ] | [ 11 ] | [ 12 ] | [ 13 ] | [ 14 ] | [ 15 ] |

## Religion
Kuppel war evangelisch-lutherisch geprägt und ursprünglich nach St. Peter und Paul (Münchberg) gepfarrt, seit den 1930er Jahren ist die neu gebildete Pfarrei in Ahornis zuständig.